# فرودگاه لولیانگ
فرودگاه لولیانگ (به انگلیسی: Lüliang Airport) یک فرودگاه همگانی است که در شهر لولیانگ در استان شانشی کشور چین قرار دارد و برای پروازهای داخلی و محلی مورد استفاده قرار می‌گیرد. ساخت این فرودگاه در سال ۲۰۰۹ آغاز شد و در سال ۲۰۱۳ به پایان رسید.

## شرکت‌های هواپیمایی و مقصدهای پروازی
| شرکت‌های هواپیمایی  | مقصدهای پروازی                                                  |
| ------------------ | --------------------------------------------------------------- |
| هواپیمایی شرقی چین | پکن، بایون گوآنگجو، لانجو ژنگچوان، شانگهای پودنگ، شی‌آن شیان‌یانگ |
| تیانجین ایرلاینز   | چانگشا هوانگهوا، هوهوت بایتا                                    |

## امکانات
این فرودگاه دارای یک باند فرودگاه به طول ۲۶۰۰ متر و عرض ۴۵ متر و یک ساختمان ترمینال ۱۳۰۰۰ متر مربع می‌باشد. پیش بینی شده بود که تا سال ۲۰۲۰، ۲۰۰۰۰۰ مسافر و ۹۰۰ تن محموله سالانه حمل کند.